# ヤハズカミキリ
ヤハズカミキリ Uraecha bimaculata Thomson はカミキリムシ科の昆虫の1つ。全身が赤褐色の細身のカミキリムシで、前翅に1対の斜めになった濃い斑紋がある。

## 特徴
細長い体格のカミキリムシで体長は12.5-24.0mm。体色は赤褐色から暗褐色で、一般的に新鮮な個体ほど赤みが強い。これは元々の体色は黒で、その表面に赤褐色の微毛を密生しているためである。灰黄色や紅色の細かな毛に全身が覆われており、前翅の中央から後方にかけて斜めに流れる形の1対の斑紋があり、そこにビロード状に茶褐色の微毛が密生している。前胸の側面には鋭く尖った棘状の突起がある。触角の長さは個体差が大きいが、雄では体長の2.3-2.7倍に達し、第5節の端で前翅の端を越える。雌ではずっと短くて体長の2倍に足りず、第6節の中程でやっと前翅の端を越える。前翅の基部には顆粒が密生している。前翅の先端、畳むと後ろの外側の端になる部分はその外側の角が鋭く刺状に突き出してやや内側に曲がっている。

## 生態など
成虫の出現時期は6-8月で、平地から山地まで見られるが、平地、特に沿海地で個体数が多い。新しい枯れ葉や枯れ枝によく集まり、昼間は枯れ葉の丸まった中に潜んでいることが多い。またそのような枯れ葉を成虫は食べる。
幼虫はカシ類やヌルデなど、広葉樹の枯れ枝、それも比較的細いものに潜り込んで材を食べる。蛹化の際には蛹室の両端を切断し、その坑口に繊維状の木屑を詰める習性がある。

## 分布
種としての分布は朝鮮半島と日本で、日本では本州、四国、九州と周辺近縁の島嶼、伊豆諸島、壱岐、対馬、五島列島、大隅半島、男女群島に分布する。地域による変異が見られ、このうち男女群島のものを別亜種としている。

## 分類
本種の属するヤハズカミキリ属には13種が知られ、スマトラ、アッサム、トンキン、中国、台湾から日本まで分布し、そのうち日本産は3種ある。本種はほぼ背面に見られる前肢の褐色の斑紋で区別できるが、地域によってはやや曖昧になる。
本種は上記のように男女群島のものを亜種ダンジョヤハズカミキリ subsp. brevicornis Makihara. 1980 として区別する。触角がやや短く、前翅先端の刺状突起がより強く内側に向くなどの違いがある。